# Kinne härad
Kinne härad var et herred i det nordlige Västergötland. I dag er området delt mellem Mariestads kommun og Götene kommun.

## Geografi
Herredet lå ved søen Vänerns sydlige strand mellem byerne Mariestad og Lidköping i egnen omkring bjerget Kinnekulle. 
Egnen er blevet kendt gennem Jan Guillous bøger om tempelridderen Arn. Forshems kirke i Forshems sogn nævnes særskilt i Guillous bøger. 